# Ed Quinn
Arthur Edward "Ed" Quinn (26. veljače 1968.) američki je glumac, pjevač i model. Na TV ekranima najpoznatiji je po ulogama u TV seriji Eureka i komediji Dugino pleme.Rođen je u gradu Berkeleyu u Kaliforniji i pohađao Srednju školu St. Mary's College. Nakon što je završio fakultet u Berkeleyu, Quinn počinje raditi kao model u Parizu, Barceloni i Milanu. Povratkom u SAD ostvaruje ulogu u seriji "Young Americans". Od 2006. do 2008. godine tumačio je jednog od glavnih likova serije Eureka, Nathana Starka te ponovno 2010. godine. Glumio je i u cjelovečernjoj obiteljskoj komediji Dugino pleme. Ima sestre Mary i Lizzy i brata Josepha. Visok je 193 centimetara.

## Vanjske poveznice
- Ed Quinn u internetskoj bazi filmova IMDb-u (engl.)